# Mosquete Charleville
Charleville era el nombre de una serie de mosquetes franceses de calibre 17,5 mm (0.69 pulgadas), que fueron empleados en los siglos XVIII y XIX.

## Historia
Marin le Bourgeoys creó las primeras armas de chispa para el rey Luis XIII de Francia en 1610, poco después de su ascenso al trono. Durante el siglo XVII, se produjo una amplia variedad de modelos de mosquetes de chispa.
En 1717, se estandarizó un mosquete de chispa para la infantería francesa. Este pasó a ser el primer mosquete de chispa estándar en ser suministrado a todas las tropas francesas. Aunque es más correctamente llamarlo "mosquete de infantería francés" o "mosquete modelo francés", estos mosquets fueron conocidos posteriormente como "mosquetes Charleville", por la armería de Charleville-Mézières en las Ardenas. El mosquete estándar también fue producido en Tulle, Saint-Étienne, el Arsenal de Maubeuge y otras fábricas. Aunque técnicamente no es el nombre correcto de estos mosquetes, el uso del nombre Charleville se remonta a la guerra de independencia de los Estados Unidos, cuando los estadounidenses solían llamar a todos los mosquetes como Charleville. El nombre de estos mosquetes no es consistente. Algunas fuentes solamente se refieren al Modelo 1763 y sus posteriores versiones como mosquetes de chispa Charleville, mientras que otras fuentes mencionan a todos los modelos como Charleville. El diseño del mosquete Charleville fue refinado varias veces durante su servicio. Los últimos modelos del Charleville estuvieron en servicio hasta 1840, cuando la llave de percusión hizo que la llave de chispa quedase obsoleta.

## Características de diseño
El cañón de los mosquetes Charleville es de ánima lisa. Los fusiles de avancarga son más precisos que los mosquetes, pero los comandantes de la época preferían emplear a los segundos en batalla, ya que la bala de un fusil debía encajarse en su cañón y se hacía muy difícil recargar después de unos cuantos disparos porque el hollín de la pólvora negra se acumulaba rápidamente en las estrías del ánima del cañón del fusil. El mayor alcance y precisión del fusil también eran considerados de poca utilidad en un campo de batalla que se oscurecía rápidamente con el humo de la pólvora negra. Al igual que todos los mosquetes, el Charville de chispa solamente era preciso a unos 100 m ante una columna de soldados, o entre 37 m y 46 m ante un solo soldado.
El calibre del Charleville era de 17,5 mm, siendo un poco más pequeño que el de su principal competidor, el Brown Bess británico de 19,05 mm (0.75 pulgadas). Se eligió una bala de menor calibre para reducir el peso de los pertrechos en batalla, pero aún tenía suficiente masa para ser una eficaz munición militar. La culata y el guardamanos del Charleville estaban generalmente hechos de nogal. 
Los mosquetes Charleville no eran empleados en combate como un fusil moderno. En cambio, eran disparados en formaciones masivas [en masse]. En la guerra moderna, las bayonetas son consideradas como armas de último recurso, pero en la época del mosquete Charleville, jugaban un papel mucho más importante en el campo de batalla, con frecuencia produciendo un tercio de todas las bajas en combate. Los mosquetes tenían un papel doble en el campo de batalla, siendo empleados como un arma de largo alcance y además como un arma de asta en combate cuerpo a cuerpo. Su empleo como una pica determinó la longitud y la masa promedio del Charleville, que eran de 152 cm y 4,53 kg respectivamente. Un arma más corta no podía ser empleada como una pica y su peso representaba un compromiso entre ser lo suficientemente pesado para emplearse como una pica o una clava, pero lo suficientemente ligero para ser transportado y empleado por los infantes de línea.
Su cadencia de disparo dependía de la habilidad del soldado, que usualmente era de unos tres disparos/minuto. El cañón del Charleville era sujetado al guardamanos mediante tres abrazaderas. Esto hizo que fuese más resistente que el Brown Bess británico, que empleaba pasadores para sujetar el cañón. La cantonera de la culata del Charleville era a veces mencionada como patte de vache (pata de vaca, en francés), ya que su forma fue diseñada para emplearse como una clava en combate cuerpo a cuerpo.
Los Charleville eran armas de avancarga y eran disparados mediante una llave de chispa. Usualmente disparaban una bala esférica, pero también podían disparar otras municiones, tales como postas y perdigones.        

## Variantes

### Modelo 1717
Después de numerosos diseños de mosquetes a fines del siglo XVII e inicios del siglo XVIII, el mosquete de infantería fue estandarizado en el que sería el Modelo 1717. Este modelo estandarizó la mayoría de características que serían comunes a todos los modelos subsecuentes, tales como el calibre de 17,5 mm, un cañón de 1.524 mm de longitud y un peso aproximado de entre 4 kg y 4,5 kg. El Modelo 1717 también estandarizó el cañón de ánima lisa y la llave de chispa.
Al contrario de los modelos posteriores, el cañón del Modelo 1717 estaba sujetado mediante pasadores, como el del Brown Bess británico. También tenía una sola abrazadera en la mitad del cañón y cuatro tubos de hierro que sostenían una baqueta de madera. Su culata y su guardamanos eran de hierro.
El cañón del Modelo 1717 medía 1.168 mm de largo y tenía una longitud promedio de 1.575 mm, pesando aproximadamente 4,08 kg. Se fabricaron 48.000 unidades de este modelo

### Modelo 1728
En el Modelo 1728 se reemplazó el cañón sujetado por pasadores con uno sujetado mediante tres abrazaderas, las cuales pasarían a ser estándar en todos los mosquetes Charleville subsecuentes. El diseño con abrazaderas no solamente era más sencillo de desensamblar para su limpieza, sino también más resistente, lo cual era una importante consideración en el combate con bayoneta.
También se modificó la llave de chispa, con un muelle más largo para el rastrillo y un martillo ligeramente modificado.
Los cambios que se dieron en la década de 1740 incluyeron la estandarización de una baqueta de acero en 1741 y, después de 1746, a todos los mosquetes recién fabricados se les retiró la brida de la cazoleta/rastrillo. También se hicieron otros cambios mínimos a lo largo de la producción del Modelo 1728. Estas versiones modificadas son generalmente consideradas como variantes menores del Modelo 1728 y usualmente no se consideran como modelos distintos del mosquete.
Se fabricaron 375.000 unidades de este modelo.

### Modelo 1763
Después de la guerra de los Siete Años (o Guerras franco-indias en América del Norte), el mosquete de la infantería francesa fue rediseñado y dio origen al Modelo 1763.
El cañón fue acortado de 1.168 mm a 1.117 mm, mientras que la recámara octogonal de los primeros modelos fue reemplazada por un diseño redondeado. La característica cantonera "pata de vaca" de la culata fue modificada con un diseño mucho más recto. El botón de la baqueta se hizo más acampanado.
A pesar de ser más corto, el Modelo 1763 fue diseñado para ser más pesado y resistente, pesando más de 4,53 kg.
Se fabricaron 88.000 unidades de este modelo.

### Modelo 1766

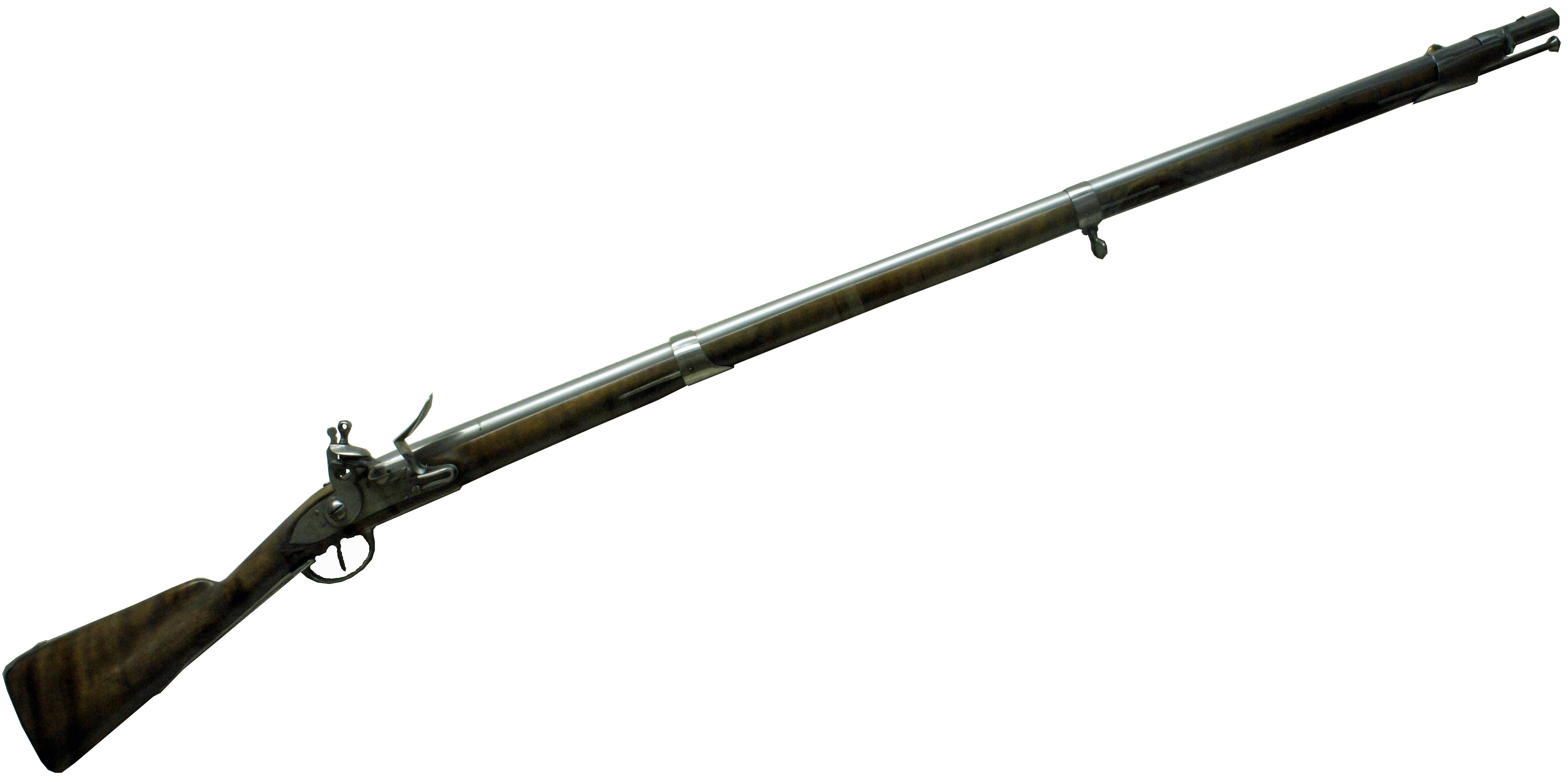
Un Charleville Modelo 1766.

El diseño más resistente del Modelo 1763 demostró ser demasiado pesado, por lo que en 1766 fue aligerado. Se redujo el espesor de las paredes del cañón, la llave fue acortada, se adelgazó la culata y la larga cubierta de la baqueta del Modelo 1763 fue reemplazada por un pasador con resorte bajo la recámara. También se abandonó el botón acampadano de la baqueta del Modelo 1763 en favor de una baqueta con un botón más ligero.
A pesar de ser usualmente considerado como un modelo aparte, el Modelo 1766 era a veces mencionado como "mosquete Modelo 1763 ligero", especialmente en documentos de la guerra de independencia de los Estados Unidos.
A pesar de haber sido adelgazado, el Modelo 1766 demostró ser resistente y fiable.
Se fabricaron 150.000 unidades de este modelo.

### Modelo 1770 al Modelo 1776
Durante la década de 1770 se hicieron varios cambios a los mosquetes Charleville. Las fuentes no son consistentes respecto a la designación de estos modelos. Algunas consideran que muchos de ellos son modelos distintos, mientras que otras los consideran solo como variaciones de modelos anteriores. La mayoría de las modificaciones hechas durante este período eran relativamente mínimas.
El Modelo 1770 tenía una llave modificada, abrazaderas más fuertes y un sistema de sujeción de la baqueta modificado. El Modelo 1771 reubicó el riel de la bayoneta y reforzó su cañón. Ambos modelos son frecuentemente agrupados como uno solo. El Modelo 1773 era similar a los anteriores modelos, pero nuevamente se modificó el mecanismo de sujeción de la baqueta. El Modelo 1773 es frecuentemente considerado como una variante menor del Modelo 1770/1771. El Modelo 1774 tenía un guardamonte más corto y la cola del rastrillo era de forma cuadrada. También se le modificó el botón de la baqueta, dándole una forma de pera. Otros cambios mínimos se hicieron en el Modelo 1776, que frecuentemente no es considerado como un modelo aparte.
Se fabricaron 70.000 unidades de estos modelos.

### Modelo 1777

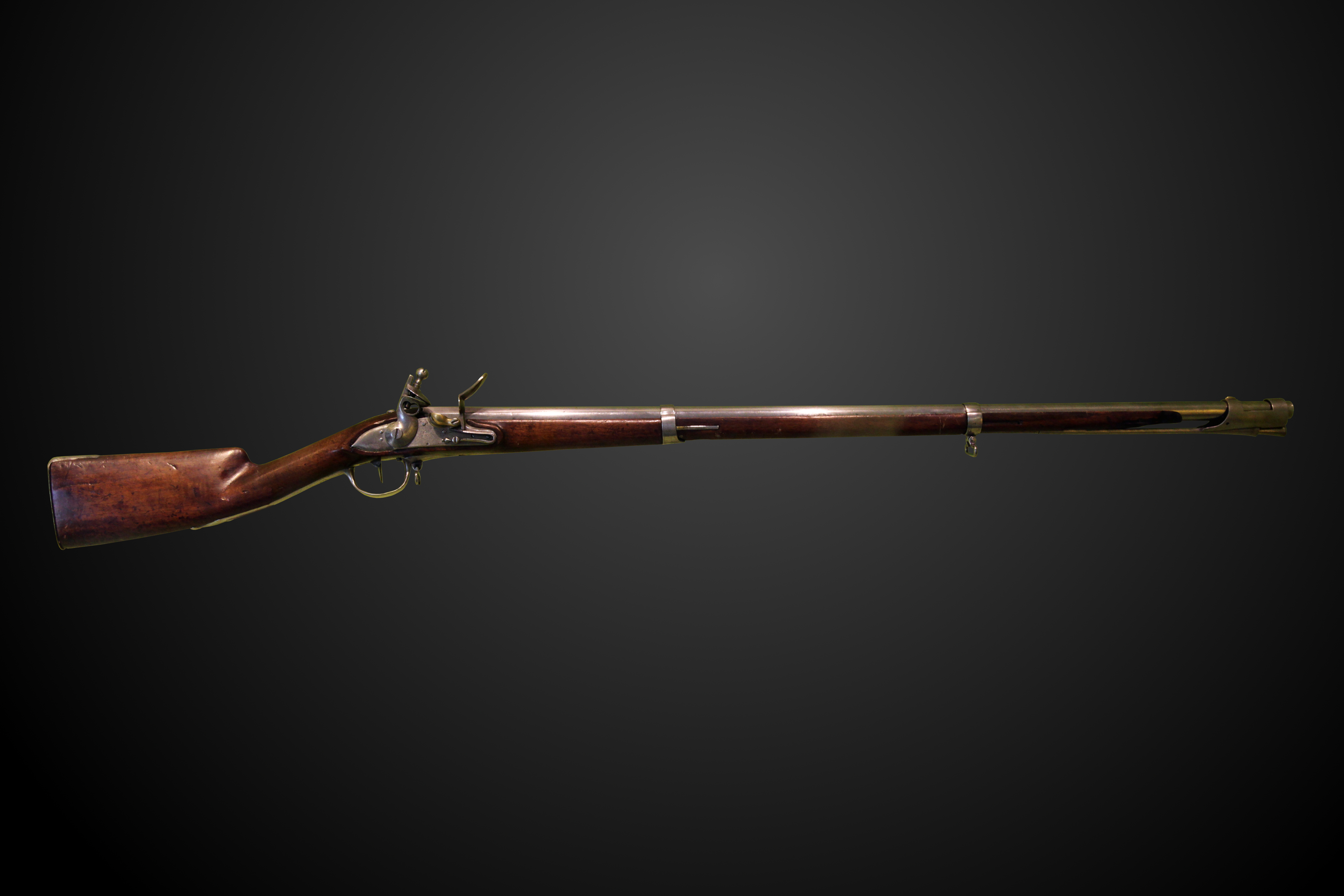
Un Charleville Modelo 1777, producido durante la Revolución Francesa.

El diseño de la culata fue nuevamente modificado en el Modelo 1777, con una carrillera cortada en el lado interno de esta. El Modelo 1777 también tenía una cazoleta ranurada de latón con brida y un guardamonte modificado con dos soportes posteriores para los dedos.
Con frecuencia se cree erróneamente que el Modelo 1777 fue empleado en grandes cantidades por los rebeldes durante la guerra de independencia de los Estados Unidos. Aunque el Modelo 1777 fue empleado en este conflicto, en general solo fue empleado por las tropas francesas que sirvieron en suelo norteamericano, tales como aquellas bajo el mando del General Rochambeau. En cambio, las tropas del Ejército Continental estaban armadas con los anteriores mosquetes Modelo 1763 y 1766.
Se fabricaron 2.000.0000 de unidades de este modelo.

### Otras variantes
En 1754, entró en servicio una versión acortada para oficiales del Charleville.
La mayoría de modelos fueron producidos en versiones acortadas para dragones, siendo en general 245 mm más cortas que sus contrapartes de infantería. Los modelos 1763, 1766 y 1777 estaban disponibles en versión carabina para la caballería.
La versión de artillería del Modelo 1777 tenía un cañón de 914 mm de longitud y una longitud promedio de 1.295 mm. La mayor parte de su culata y guardamanos estaban hechos de latón.
La versión dragón del Modelo 1777 tenía un cañón de 1.067 mm de longitud y una longitud promedio de 1.447 mm. La mayor parte de su culata y guardamanos estaban hechos de latón.
La versión naval del Modelo 1777 tenía una longitud similar a la versión dragón. Su culata y guardamanos estaban hechos de latón.
El diseño del mosquete ruso Modelo 1808 estuvo fuertemente influenciado por el Charleville Modelo 1777. Este mosquete es frecuentemente llamado "Mosquete de Tula", ya que la mayoría fueron producidos en el Arsenal de Tula y tenían estampado su nombre en las llaves de chispa. El mosquete de Tula fue producido con cambios mínimos hasta 1845, cuando fue reemplazado por un mosquete con llave de percusión.
Los mosquetes holandeses Modelo 1815 No. 1 y No. 2, así como también el Koloniaal Model 1836 y 1837, estaban fuertemente influenciados por el Modelo 1777 Corregido en el año IX.
Los mosquetes Charleville también fueron copiados por Austria, Bélgica y Prusia.
En las décadas de 1830 y 1840, a muchos mosquetes Charleville (principalmente los últimos modelos) se les reemplazó sus llaves de chispa por llaves de percusión. En la década de 1860, varios mosquetes holandeses fueron transformados a retrocarga con el mecanismo Snider.

## Empleo

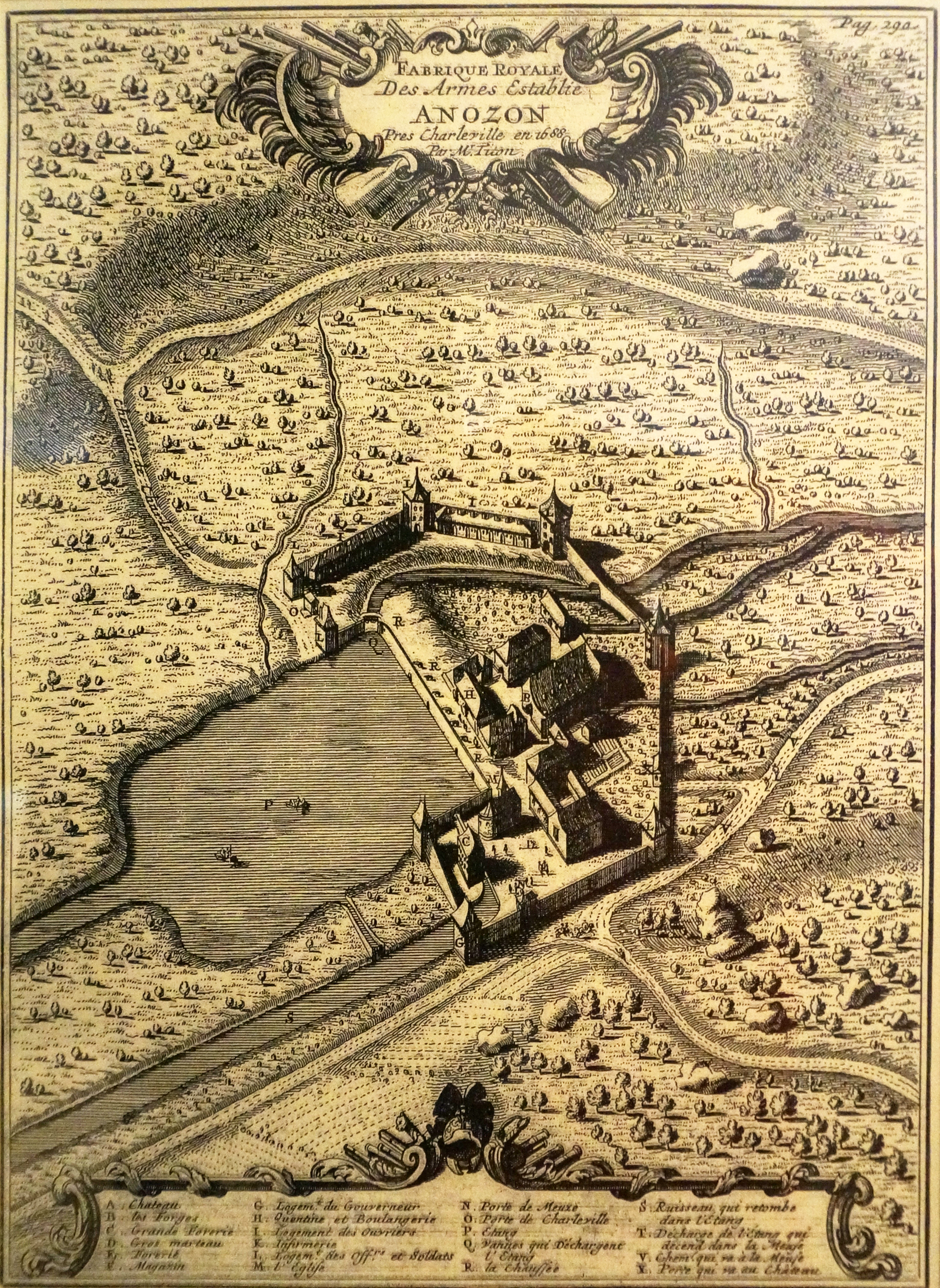
Grabado del arsenal de Charleville.

La introducción a los Estados Unidos durante la guerra de Independencia de los Estados Unidos, de unas 100.000 unidades, del Modelo 1777, gracias a las gestiones del marqués de La Fayette, y su uso durante la guerra anglo-estadounidense de 1812 propició que fuera tomado como modelo para el primer mosquete fabricado en los Estados Unidos, el mosquete Modelo 1795, una copia directa del Modelo 1763 francés, y que se fabricó en las fábricas de armas de Springfield y de Harpers Ferry y mantuvo su influencia en el diseño de los sucesivos mosquetes y fusiles fabricados por Springfield.
Los mosquetes Modelo 1766 y Modelo 1777 también fueron empleados por los franceses que participaron en la guerra de independencia de los Estados Unidos.
El Modelo 1777 fue empleado durante las guerras revolucionarias francesas y las guerras napoleónicas. Quedó en servicio, de forma limitada, hasta mediados de la década de 1840.
Exportado a las diversas repúblicas latinoamericanas, fue una de las armas más importantes de los ejércitos revolucionarios en  Gran Colombia y las Provincias Unidas del Río de la Plata ( y posteriormente también en Chile y Perú) en su lucha independentista contra la Corona española.
Diversos fabricantes producen réplicas modernas de los mosquetes Charleville. Estas son empleadas por recreadores históricos tanto en Europa como en las Américas.